# Borrelho-de-colar-arruivado
Borrelho-de-colar-ruivo ou borrelho-de-colar-arruivado (Anarhynchus pallidus) é uma espécie de ave da família Charadriidae.
Pode ser encontrada nos seguintes países: Angola, Botswana, Quénia, Moçambique, Namíbia, África do Sul, Tanzânia, Zâmbia e Zimbabwe.